# Каванехон
Каванехон (яп. 川根本町 Каванэхон-тё:) — посёлок в Японии, находящийся в уезде Хайбара префектуры Сидзуока. Площадь посёлка составляет 496,72 км², население — 7316 человек (1 августа 2014), плотность населения — 14,73 чел./км².

## Географическое положение
Посёлок расположен на острове Хонсю в префектуре Сидзуока региона Тюбу. С ним граничат города Сидзуока, Хамамацу, Симада, Иида.

## Население
Население посёлка составляет 7316 человек (1 августа 2014), а плотность — 14,73 чел./км². Изменение численности населения с 1980 по 2005 годы:
| 1980 | 12 776 чел. |  |
| 1985 | 11 902 чел. |  |
| 1990 | 11 126 чел. |  |
| 1995 | 10 687 чел. |  |
| 2000 | 9785 чел.   |  |
| 2005 | 8988 чел.   |  |

## Символика
Деревом посёлка считается Fagus crenata, цветком — Rhododendron quinquefolium, птицей — Megaceryle lugubris.